# Prêle d'hiver
Equisetum hyemale
Espèce
Statut de conservation UICN

 LC  : Préoccupation mineure
La Prêle d'hiver (Equisetum hyemale), parfois improprement appelée « Prêle du Japon » dans certaines jardineries, est une espèce végétale originaire des zones humides d'Europe, d'Amérique du Nord et du Nord de l'Asie. Elle appartient à la division des Equisetophyta ou Sphenophyta, la classe des Equisetopsida (anciennement classée parmi les fougères), l'ordre des Equisetales et la famille des Equisetaceae.

## Description

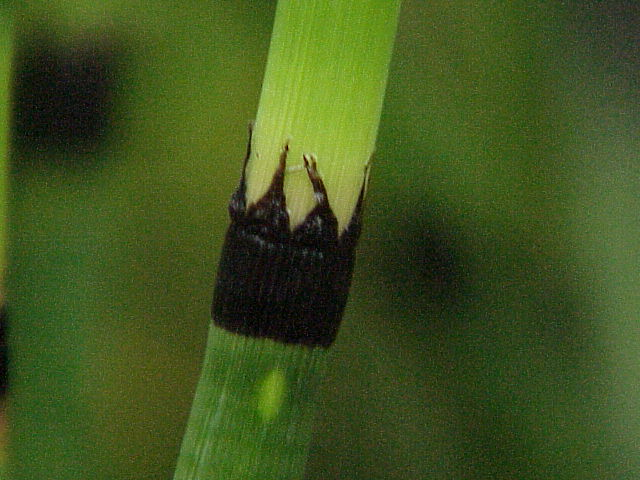
Détail d'une gaine dentée correspondant aux feuilles. Il n'y a pas de verticille de rameaux.

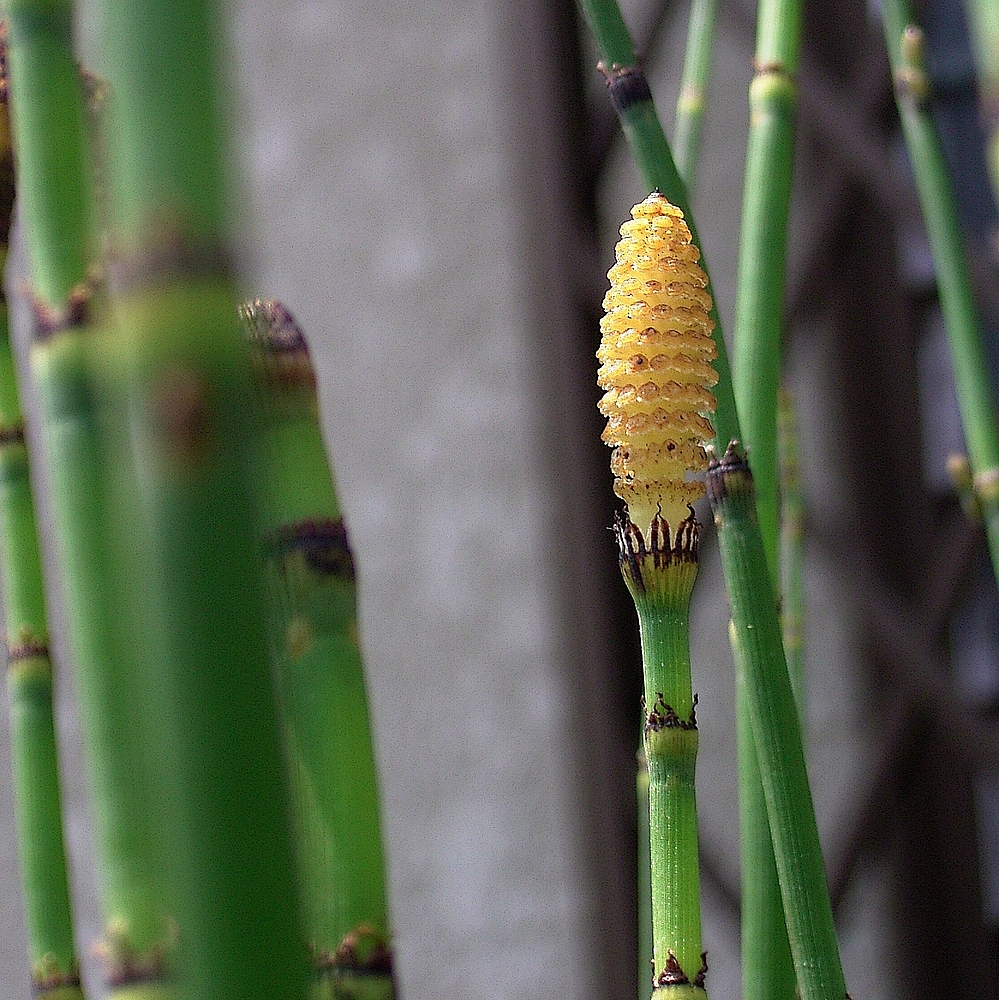
Détail des sporangiophores.

Chez cette espèce de prêles, les tiges sont toutes susceptibles de porter des sporanges reproducteurs.
Les tiges sont très rugueuses et comportent de dix à trente fines côtes longitudinales. La section transversale d'une tige montre une grande lacune centrale.
Les gaines dentées situées au niveau des nœuds de la tige correspondent aux feuilles. Elles sont sombres, comme chez la plupart des autres prêles, mais cette couleur sombre se répand très souvent en dessous des dents, sur la gaine elle-même et elle est plus nettement noire. De plus, ces gaines semblent plus étroitement appliquées contre la tige.
Les tiges ne portent pas de verticilles de rameaux.
L'épi terminal, qui porte les sporangiophores (structure portant les sporanges), est court.
Cette plante est aussi vendue sous le nom d'Equisetum Japonica ou japonicum pour des raisons de marketing comme plante d'ornement de bassin.

## Photos

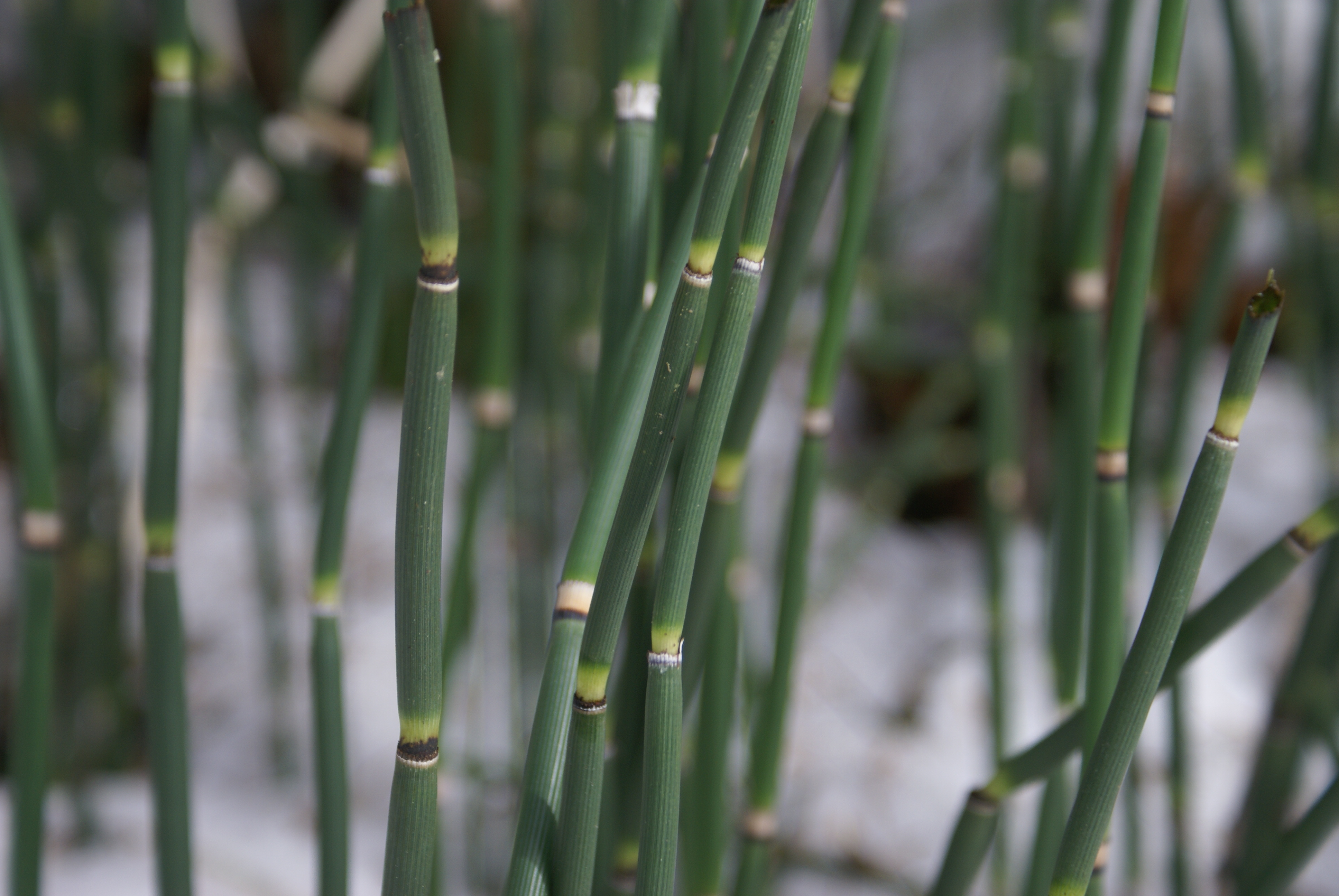
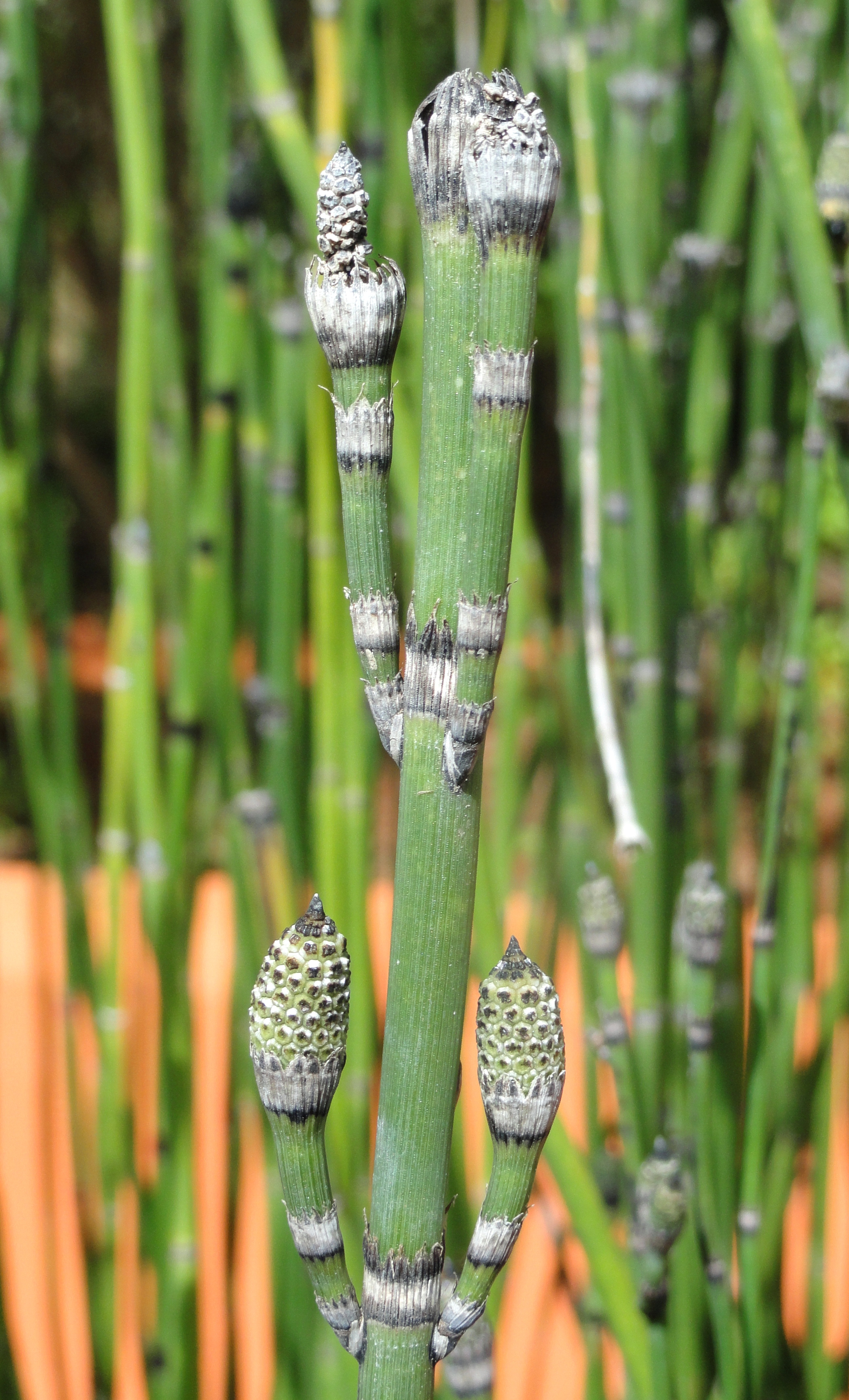
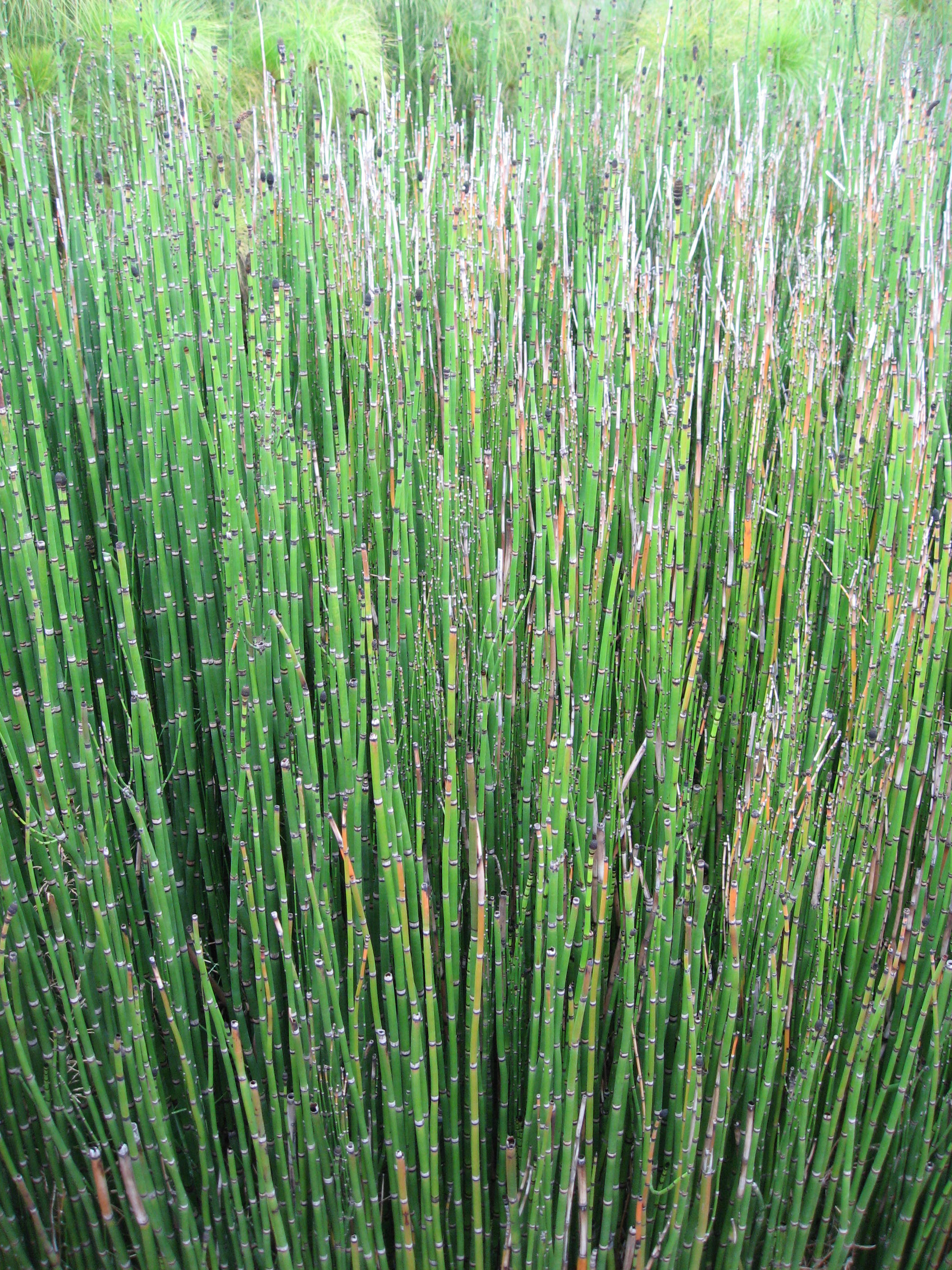
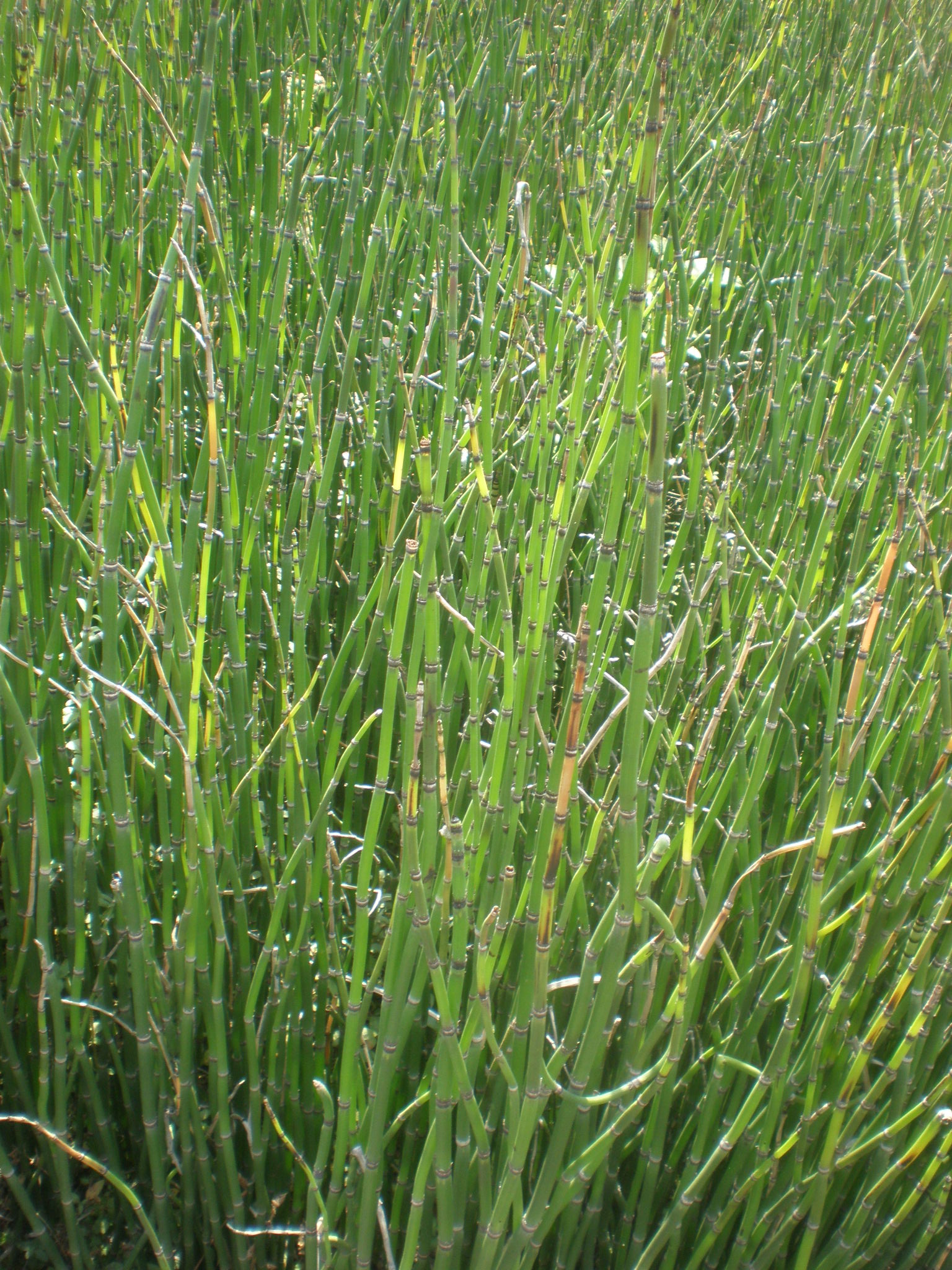
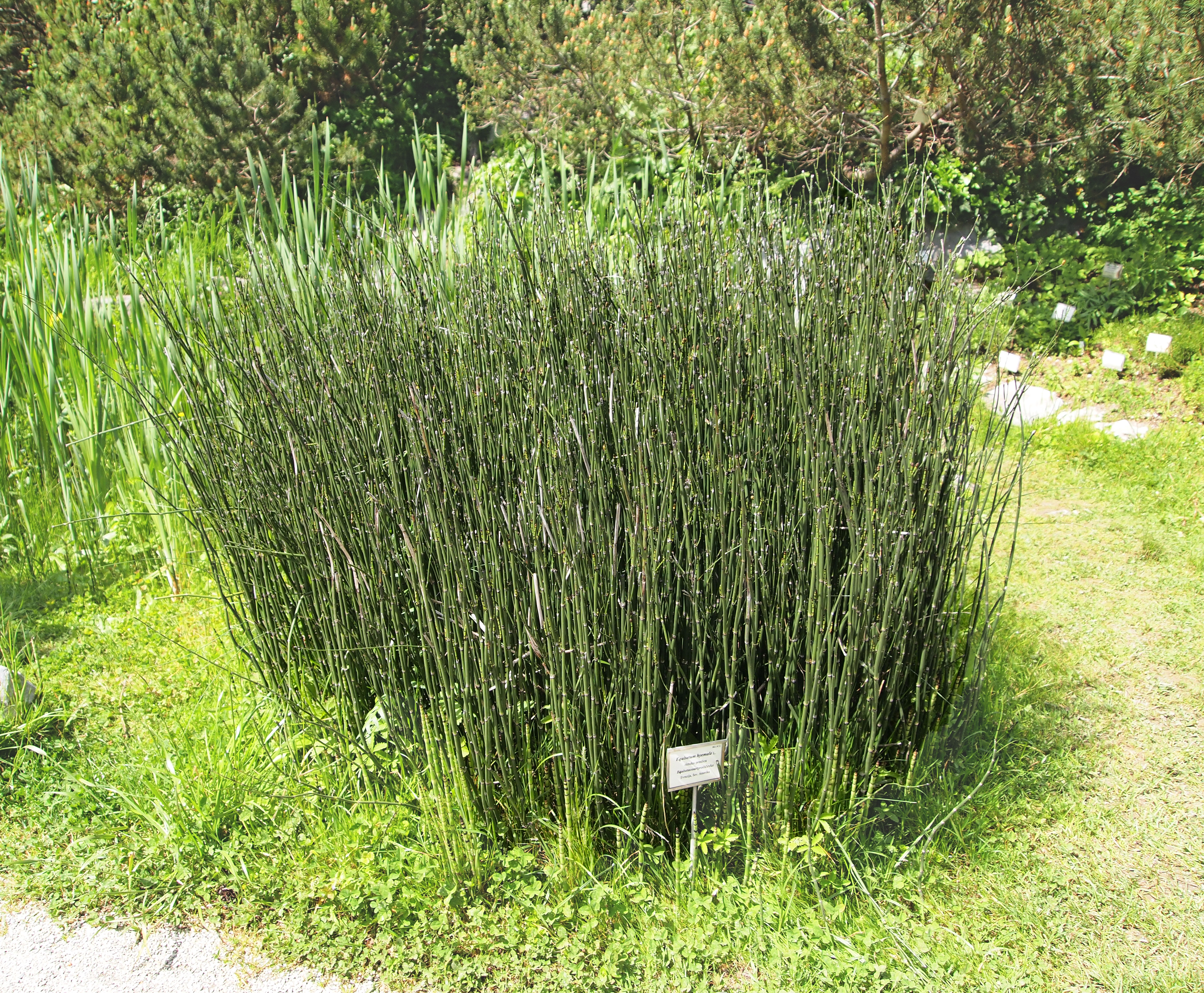